# Жанажол (Акжаїцький район)
Жанажо́л (каз. Жаңажол) — село у складі Акжаїцького району Західноказахстанської області Казахстану. Входить до складу Алгабаського сільського округу.
У радянські часи село називалось Горбуново.
Населення — 333 особи (2021; 415 у 2009, 458 у 1999, 432 особи у 1989).